# Endomia unifasciata unifasciata
Endomia unifasciata unifasciata é uma subespécie de insetos coleópteros polífagos pertencente à família Anthicidae.
A autoridade científica da subespécie é Bonelli, tendo sido descrita no ano de 1812.
Trata-se de uma subespécie presente no território português.